# Великолукская область

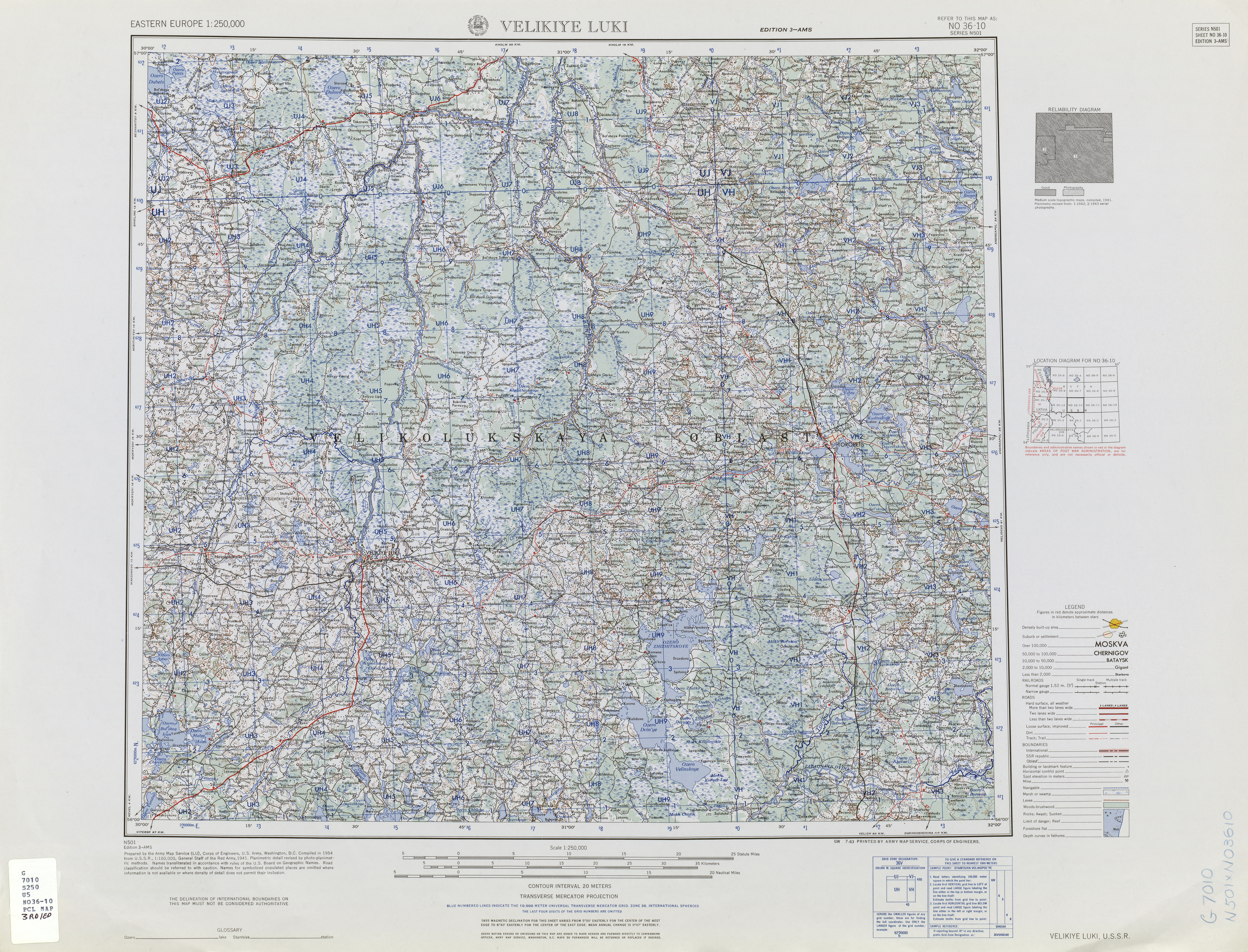
Топографическая карта Великолукской области NO 36-10 (U.S. Army Map Service, 1954)

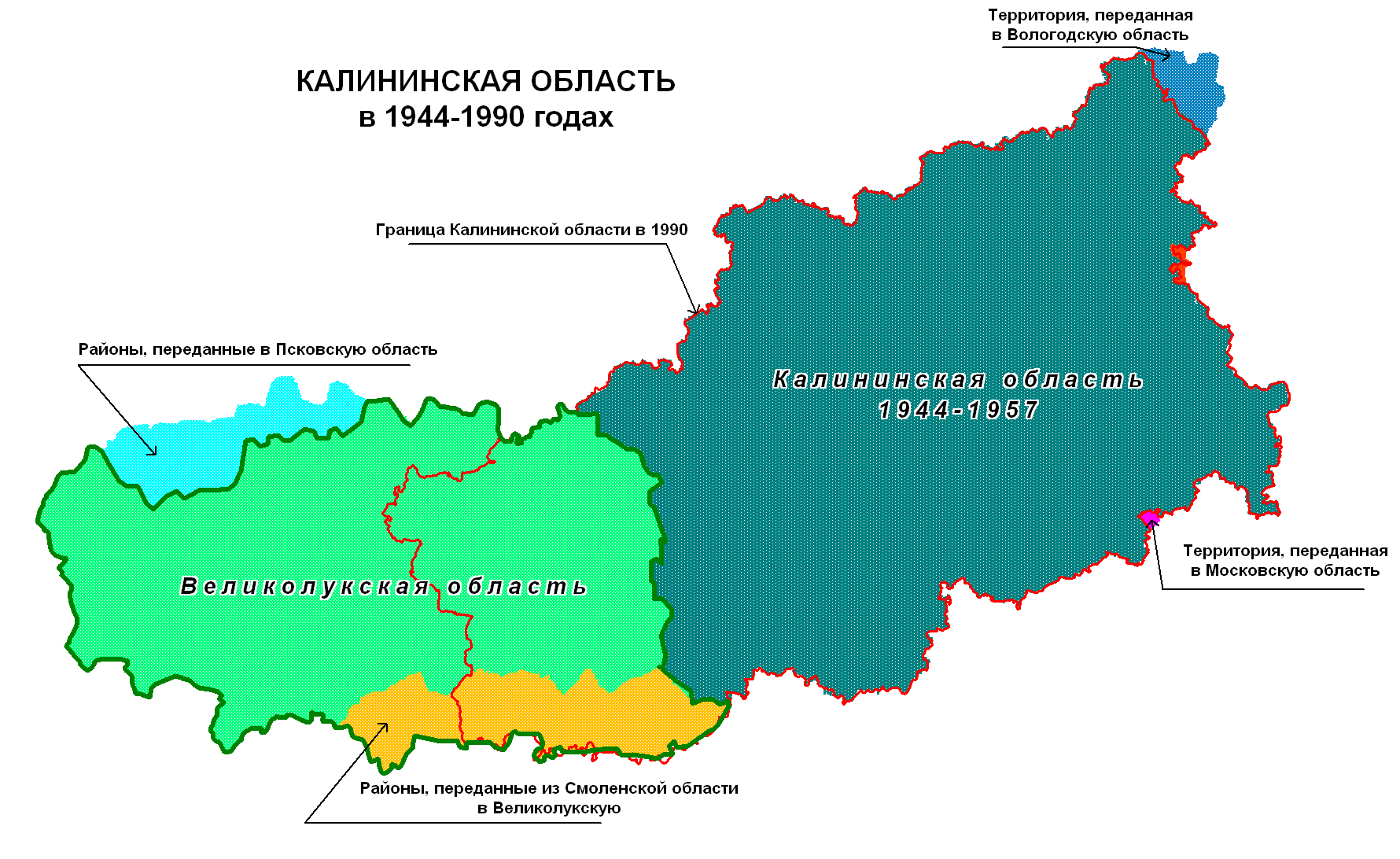
Великолукская и Калининская области в 1944—1957 гг.

Великолукская область — территориально-административная единица РСФСР c 1944 года по 1957 год.

## История
В 1927 году в Ленинградской области было образовано девять округов: Боровичский, Великолукский, Ленинградский, Лодейнопольский, Лужский, Мурманский, Новгородский, Псковский и Череповецкий.
Постановлением Президиума ВЦИК от 3 июня 1929 года из Ленинградской области в состав Западной области был передан Великолукский округ.

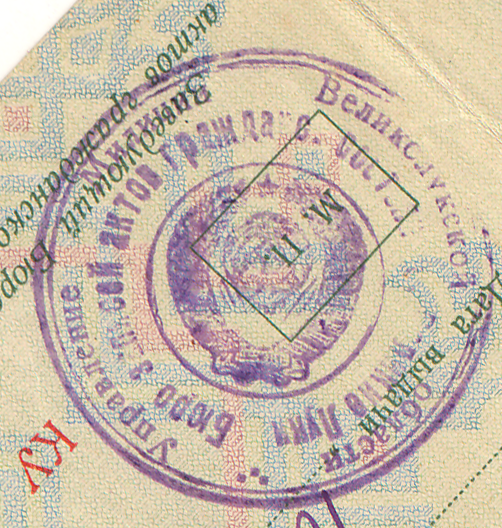
Печать Великолукской области 1957

В июне 1930 года Великолукский округ был упразднён, а с 29 января 1935 года районы бывшего округа в составе Калининской области.

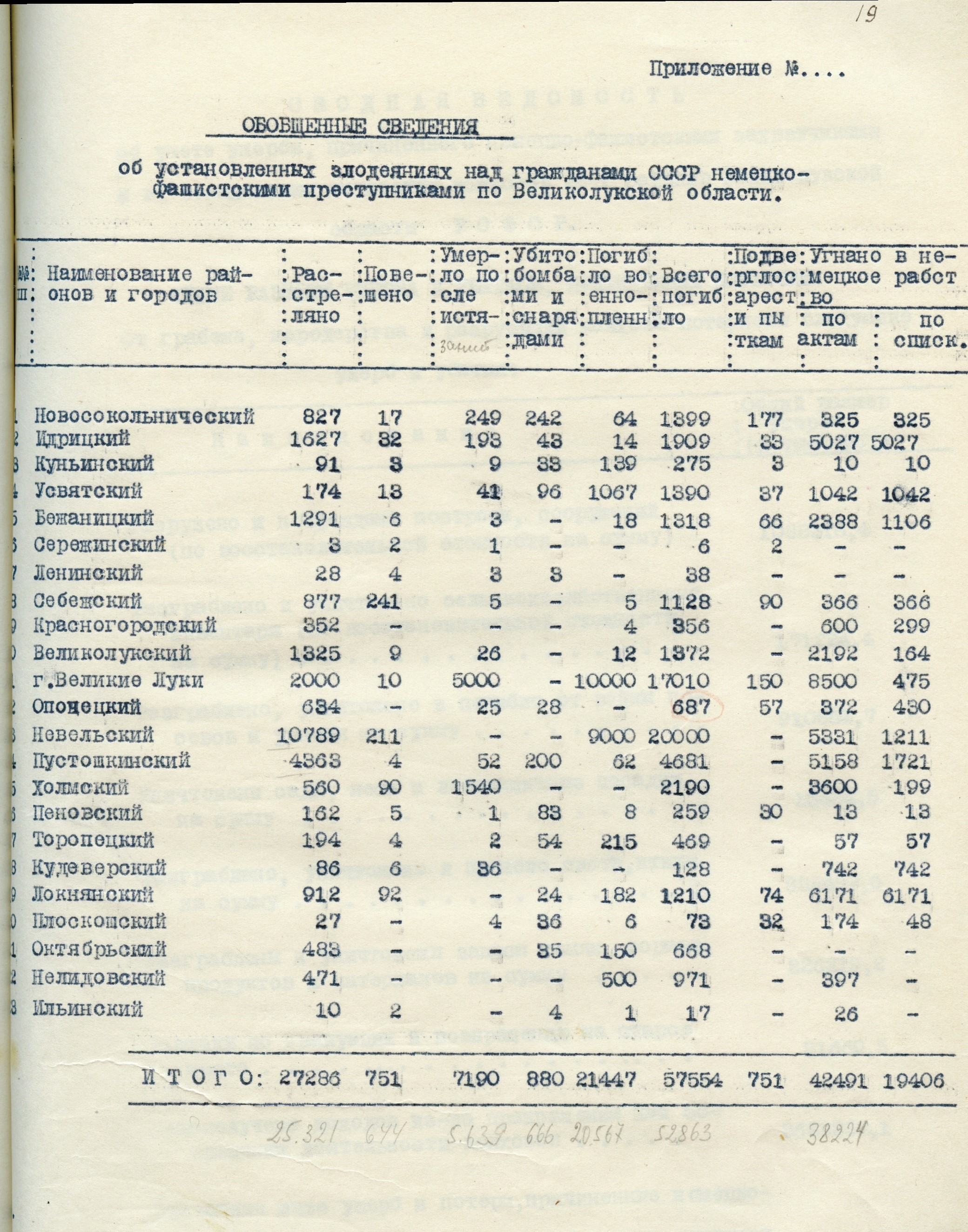
Число погибших и пострадавших советских граждан и советских военнопленных на территории Великолукской области в период её оккупации

Во время Великой Отечественной войны, с 25 ноября 1942 года по 20 января 1943 года под Великими Луками проводилась Великолукская операция — наступательная операция советских войск во время Великой Отечественной войны, в результате которой были освобождены Великие Луки.
22 августа 1944 года Указом Президиума Верховного Совета СССР «Об образовании Великолукской области в составе РСФСР» было утверждено представление Президиума Верховного Совета РСФСР об образовании Великолукской области с центром в городе Великие Луки.
- Во вновь организованную Великолукскую область из состава Калининской области было выделено город областного подчинения Великие Луки и 19 районов:

1. Бежаницкий
2. Великолукский
3. Идрицкий
4. Красногородский
5. Кудеверский
6. Куньинский
7. Ленинский
8. Локнянский
9. Невельский
10. Нелидовский
11. Новосокольнический
12. Октябрьский
13. Опочецкий
14. Пеновский
15. Плоскошский
16. Пустошкинский
17. Себежский
18. Сережинский
19. Торопецкий

- Из существовавшей всего чуть более месяца Новгородской области (образована 5 июля 1944 года) был передан Холмский район. Из Смоленской области были переданы Бельский, Ильинский и Усвятский районы.

Исполнение обязанностей председателя облисполкома было возложено на первого заместителя Калининского облисполкома К. Н. Гришина. На первой сессии Великолукского областного Совета, состоявшейся 21 декабря 1944 года, был избран областной исполнительный комитет во главе с К. Н. Гришиным.
10 марта 1945 года Указом Президиума Верховного Совета РСФСР был образован Пореченский район Великолукской области, но районные организации временно были размещены в деревне Урицкое, также в марте 1945 года был образован новый Жарковский район. В том же году были образованы Подберезинский и Прихабский районы. В 1949 году Прихабский район был переименован в Усмынский. Через 3 года образован Усть-Долысский район.
Указом Президиума Верховного Совета РСФСР от 2 октября 1957 года Великолукская область была упразднена. Великие Луки и близлежащие районы вошли в состав Псковской области (образована 23 августа 1944 года), а восточная часть области вошла в состав Калининской области.